# Первомайский (Коченёвский район)
Первомайский — посёлок в Коченёвском районе Новосибирской области России. Входит в состав Кремлёвского сельсовета. 

## География
Площадь посёлка — 22 гектара.

## Население
| 2002 | 2007 | 2010 |
| ---- | ---- | ---- |
| 81   | ↗84  | ↘52  |

## Инфраструктура
В посёлке по данным на 2007 год отсутствует социальная инфраструктура.